# Bronx Kill

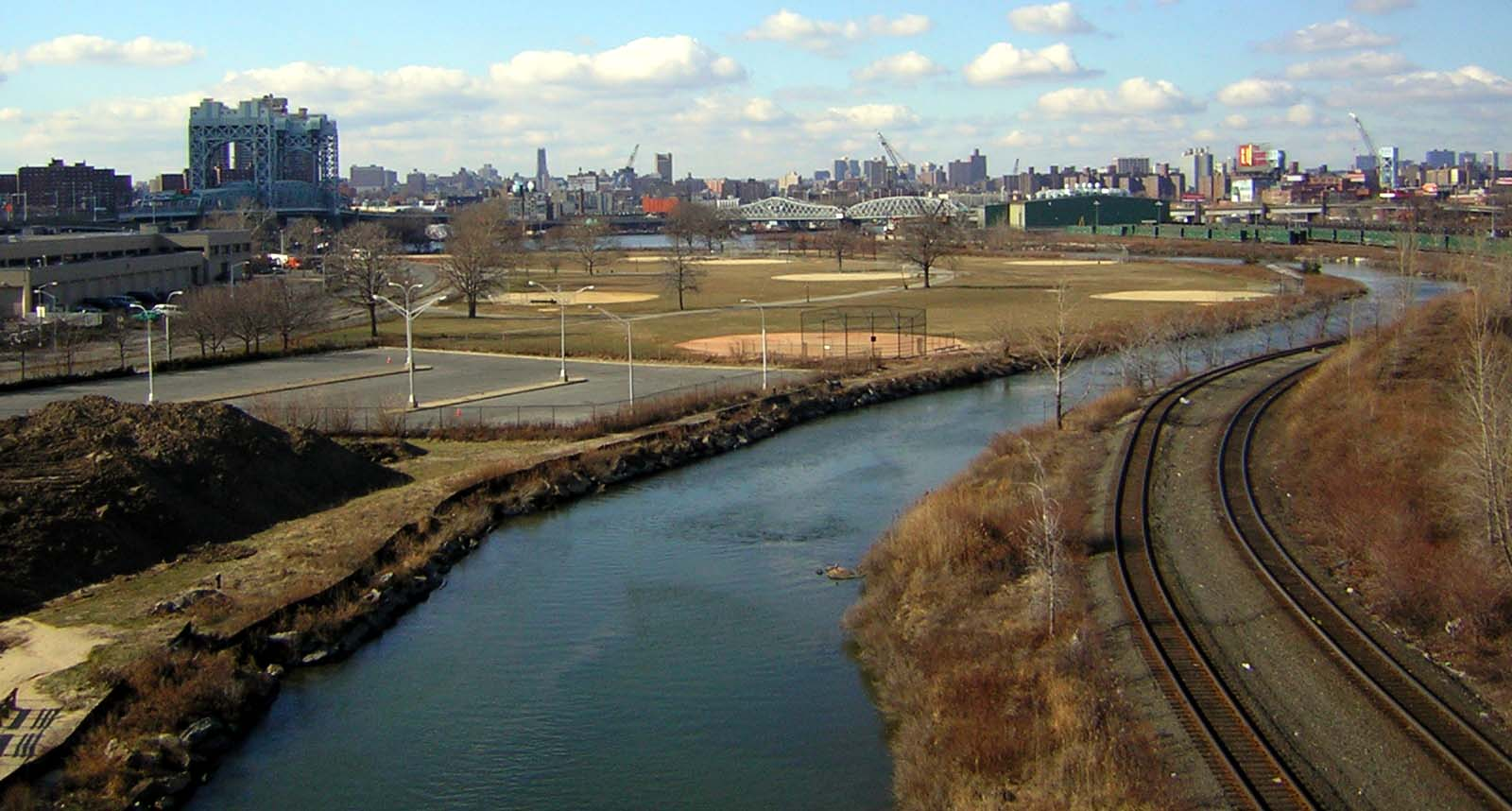
Bronx Kill, links ein Teil von Randalls Island, dahinter die Hubbrücke der Robert F. Kennedy Bridge und in der Mitte die Willis Avenue Bridge über den Harlem River

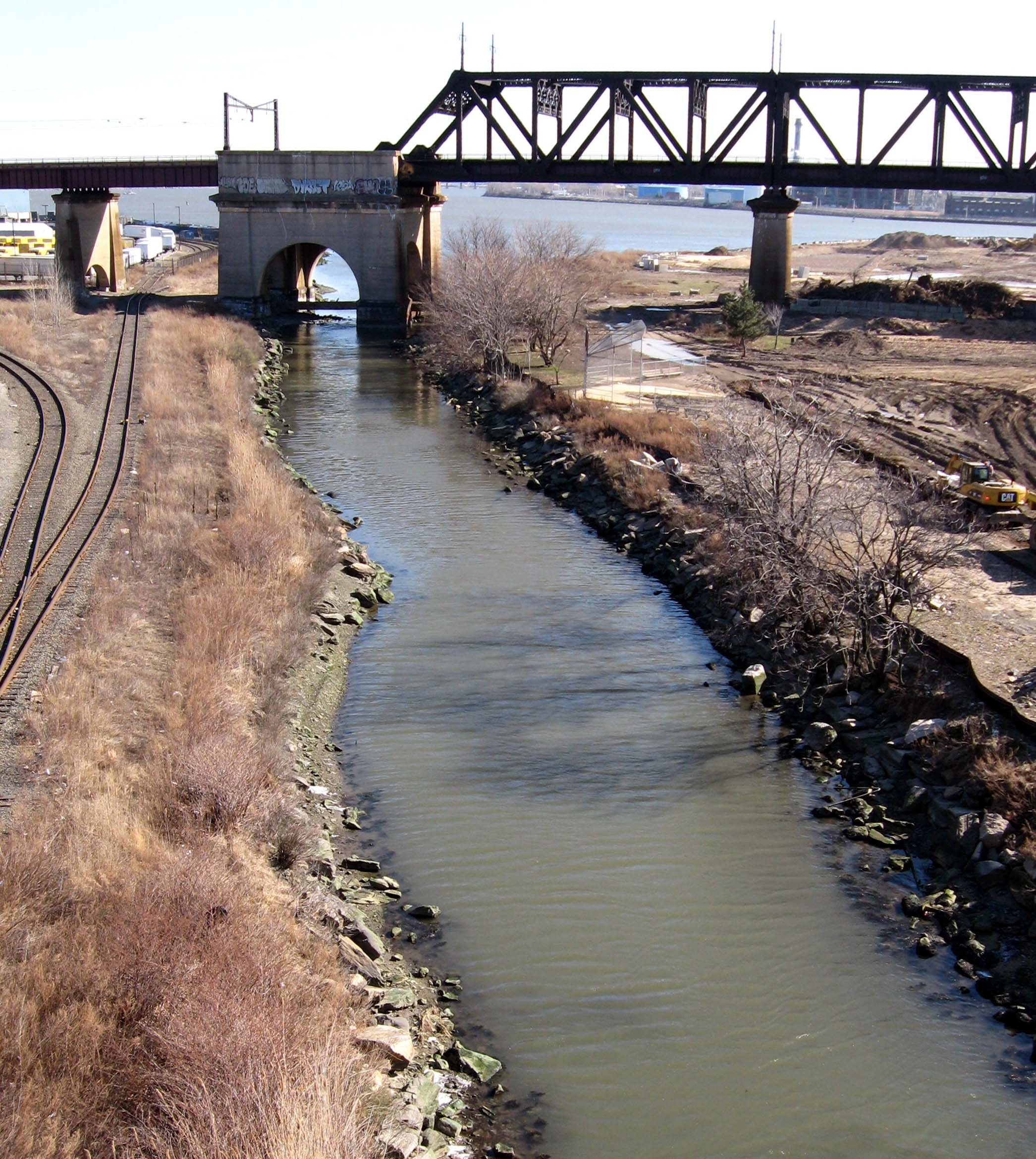
Bronx Kill mit der Eisenbahnbrücke, noch vor der Anlage des Parks und der Entfernung des Balkens unter der Brücke

Bronx Kill ist ein schmaler Meeresarm in New York City zwischen dem Harlem River und dem East River, der den Süden der Bronx von Randalls Island trennt. Der rund 1,4 km lange Wasserlauf war ursprünglich etwa 180 m breit, wurde aber im Lauf der Zeit durch Aufschüttungen zu einem kaum noch 20 m breiten Graben verengt.
Er wird von der Eisenbahnbrücke der New York Connecting Railroad und der nördlichen, zum Komplex der Robert F. Kennedy Bridge gehörenden achtspurigen Straßenbrücke überquert. Diese Brücken wurden gebaut, als man noch daran dachte, den Meeresarm zu einem schiffbaren Kanal auszubauen. Beide Brücken haben deshalb Spannweiten von über 100 m, mit denen heute vor allem Teile der neu angelegten Sportanlagen überquert werden. Unter der Eisenbahnbrücke wurde um 2010 eine Fußgängerbrücke in Form einer rot gestrichenen, flachen Fachwerk-Bogenbrücke eingebaut. Dieser greenway connector soll Fußgängern und Radfahrern aus der Bronx den Zugang zu den Parks und Sportanlagen auf Randalls Island ermöglichen.
Der schmale, gezeitenabhängige Kanal kann stellenweise trockenfallen. Der Bronx Kill wird von Kanufahrern benutzt, die erreichen konnten, dass Consolidated Edison  einen Betonbalken mit Leitungen entfernte, der den Wasserlauf unter der Eisenbahnbrücke in so geringer Höhe querte, dass er bei Hochwasser gelegentlich eintauchte.